# Duan Qirui
Duan Qirui (chinês: 段祺瑞, pinyin: Duan Qirui, Wade-Giles: Tuan Ch'i-jui, nome de cortesia: Zhiquan (芝 泉)); 6 de março de 1865 - 2 de novembro de 1936) foi um político e senhor da guerra da República da China, comandante do Exército de Beiyang, quatro vezes Premier da República da China e Chefe Executivo Interino da República da China (Pequim) de 24 de novembro de 1924 até 20 de abril de 1926. 

## Biografia
Nascido em Hefei. Seu avô era Pei Duan, um oficial do exército privado de Li Hongzhang chamado Exército Huai. Seu pai morreu muito cedo e ele foi criado pela avó materna. 
Em 1885, ingressou na Academia Militar de Tianjin especializada em artilharia e se formou em 1889. Depois de se formar é enviado para Lushun para supervisionar a construção de fortificações e artilharia e posteriormente Li Hongzhang o enviou para a Alemanha para estudar ciência militar, e após o retorno à China, foi nomeado Comissário da Armada Beiyan e depois como instrutor da Academia Militar de Weihai. No início de 1896, Yuan Shikai aponta Duan como comandante da artilharia geral do seu novo exército e inspetor geral de formação, pelo que se tornou um dos tenentes mais importante de Yuan.
Duan se opôs a tentativa de restauração da monarquia de Yuan, pois pensou que iria sucedê-lo como presidente. Duan tentou ser um intermediário entre os rebeldes e Yuan, assim como aconteceu durante a Revolução Xinhai. A amizade nunca foi reparada, mesmo quando recebeu o cargo de Premier, uma vez que Yuan tinha reduzido o poder do cargo. Serviu como primeiro-ministro por vários períodos curtos entre 1912 e 1918 em vários governos, como parte das coligações frágeis que, por vezes, entraram em colapso. Duan formou a Facção Anhui quando o Exército de Beiyang se dividiu após a morte de Yuan, e foi um forte motivador da entrada da China na Primeira Guerra Mundial. 
Após ser demitido pelo presidente Li Yuanhong por conceder empréstimos secretos aos japoneses em 1917, regressou ao cargo durante a tentativa de restauração do imperador Pu Yi por Zhang Xun. Teve uma disputa de poder contra o seu rival, o Presidente Feng Guozhang durante a guerra do governo rival de Sun Yat-sen, Duan procurou uma solução militar, enquanto o presidente estava buscando a negociação. Foi conhecido por sua colaboração frequente com o Império do Japão, em troca de ajuda financeira e militar, a sua promessa de transferência de concessões alemãs de Shadong para o Japão foi um dos motivos do Movimento do Quatro de Maio, em Pequim. Também foi o responsável por outograr as "Vinte e Uma Exigências" ao Japão em 1915. Com a popularidade em baixa, outros senhores da guerra liderados por Cao Kun se opuseram a ele e em 14 de julho de 1920, tropas de Duan entraram em confronto com tropas da Facção Zhili. Depois de quatro dias, Duan sofreu uma derrota decisiva e foi forçado a recuar fugindo para uma concessão japonesa em Tianjin. Seu despojo do poder, levou ao desgaste dos seus aliados da Facção Anhui. Em 1923, se juntou às críticas contra a ascensão de Cao Kun à presidência. Zhejiang, o último reduto de Anhui caiu no verão de 1924. 
Chamado de volta do retiro em novembro de 1924, depois do golpe de Pequim, assumiu o comando de um governo interino, após um acordo entre Zhang Zuolin e Feng Yuxiang. Ambos Feng e Zhang, não queriam Duan como presidente, então criaram o cargo de Chefe Executivo Interino que controlava o presidente e o premier temporariamente. Duan, Zhang e Feng negociaram com Sun Yat-sen para conseguir a reunificação nacional até que Sun morreu de câncer em 1925. Com o poder militar do seu partido em ruínas, seu governo foi muito dependente de Zhang e Feng, que ambos tiveram relações pobres, tanto que Duan teve que jogar secretamente entre os dois lados. Em de 18 de Março de 1926, ordenou às suas tropas a disparar sobre os manifestantes, matando dezenas de pessoas no que se tornaria o Massacre de 18 de Março. No mês seguinte, Feng depôs Duan quando fugiu com Zhang. Zhang, cansado da dupla agendada por Duan, recusou-se a restaurá-la após a captura de Pequim. A maioria da Facção Anhui tinha se aliado com Zhang, Duan assim então fugiu para Tianjin e Xangai, onde morreu.